# Convento de São Francisco (Vitória)
O Convento de São Francisco, localizado na cidade de Vitória no estado do Espírito Santo, é considerado uma das construções franciscanas mais antiga do Brasil e a primeira fora do nordeste brasileiro. Com mais de quatrocentos anos de existência, o Convento de São Francisco abriga o núcleo principal da Igreja Católica no estado do Espírito Santo.

## Histórico
Construído em 1591 para abrigar os noviços interessados a dedicar-se a vida religiosa, o convento fora erguido por dois frades franciscanos, Frei Antonio dos Mártires e Frei Antonio das Chagas, a mando do superior da ordem no Brasil e a pedido de Vasco Fernandes Coutinho - o filho. Vasco teria enviado uma carta ao custódio Frei Melchior de Santa Catarina, superior da ordem no Brasil, em 1587, convidando os franciscanos a se instalar na vila de Nossa Senhora da Vitória. Eles estavam no Brasil há poucos anos, desde 1584, e começavam a se instalar no Nordeste da colônia.
No período colonial o então prédio construído abrigava cerca de 16 alunos, chegando a abrigar 25 noviços no ano de 1765. A cozinha do edifício fora uma das primeiras a receber água encanada, proveniente do aqueduto que captava água das matas da Fonte Grande.

### Ordem Terceira
A construção era composta pela Igreja principal, dedicada a São Francisco, e de uma capela – da Ordem Terceira da Penitência. 

### Disputa entre as Ordens
Houve uma disputa ainda no século XVI entre duas irmandades muito populares em Vitória: Caramurus e Peroás, uma pertencente à Irmandade de São Benedito do São Francisco e a outra pertencente à Irmandade de São Benedito do Rosário, na Igreja de Nossa Senhora do Rosário. Ambas as entidades se revezavam como guardiãs da imagem de São Benedito. Depois do desentendimento, a imagem original foi  transferida para os altares da Igreja do Rosário enquanto uma nova fora confeccionada para os altares da Igreja do Morro de São Francisco, pelo artista Francisco das Chagas Coelho.

### Sepultamento do Frei Pedro Palácios

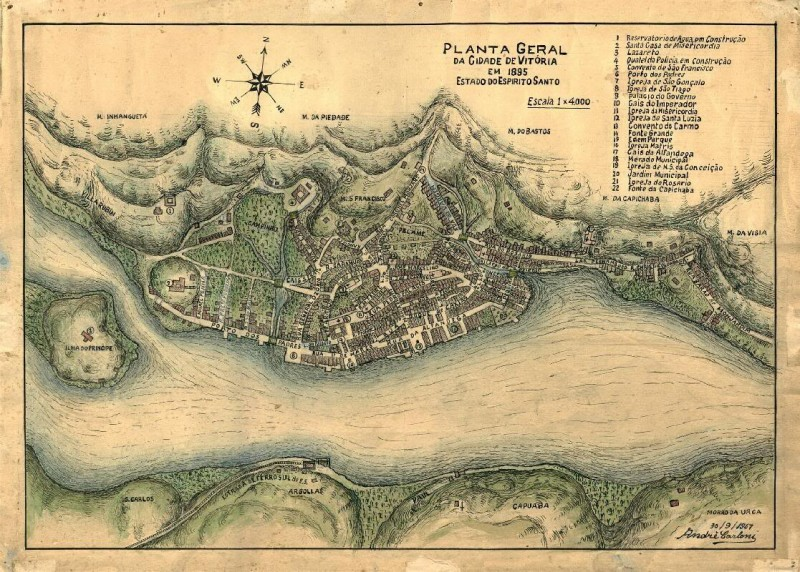
Planta Geral da Cidade de Vitória - 1895

Era tido como costume da época sepultar os principais religiosos da ordem no interior dos conventos. Em 1609 a Igreja do Convento se preparava para receber os restos mortais do Frei Pedro Palácios, que fundara a ermida da Penha. Relatos contam que durante a cerimônia de sepultamento, algumas pessoas que tocaram seus restos mortais foram curadas de suas enfermidades.  

### A lápide transcrita por D. Pedro II
Relatos contam que D. Pedro II ao visitar o Espírito Santo, no ano de 1860, transcreveu os dizeres da lápide do Frei Pedro Palácios, que dizia: “Vee Petri e Palatus Sanctuarri D. N. de Penha Fundatoris Reliquiae simul cum crucis arundinae sigillo quo prae manibus gestori consueverat hic sitae sunt. 1774, cuja tradução é a seguinte: “Aqui estão depositados os restos do Venerável Pedro Palácios, fundador do Santuário de Nossa Senhora da Penha, bem como o cajado com o sinal da cruz que nas mãos costumava trazer. 1774”

### O surto epidêmico e o abandono do convento
Depois de um grande surto de varíola e cólera, em 1856, os terrenos do Convento foram cedidos ao governo municipal para que os sepultamentos fossem realizados, deixando a construção abandonada e em ruínas, com a exclusiva função de cemitério público. Esta prática só fora abandonada em 1908 com a criação de um novo cemitério público em Santo Antônio, e a partir deste momento, todo o edifício passou por um período de abandono e esquecimento.

### Orfanato Jesus Cristo Rei

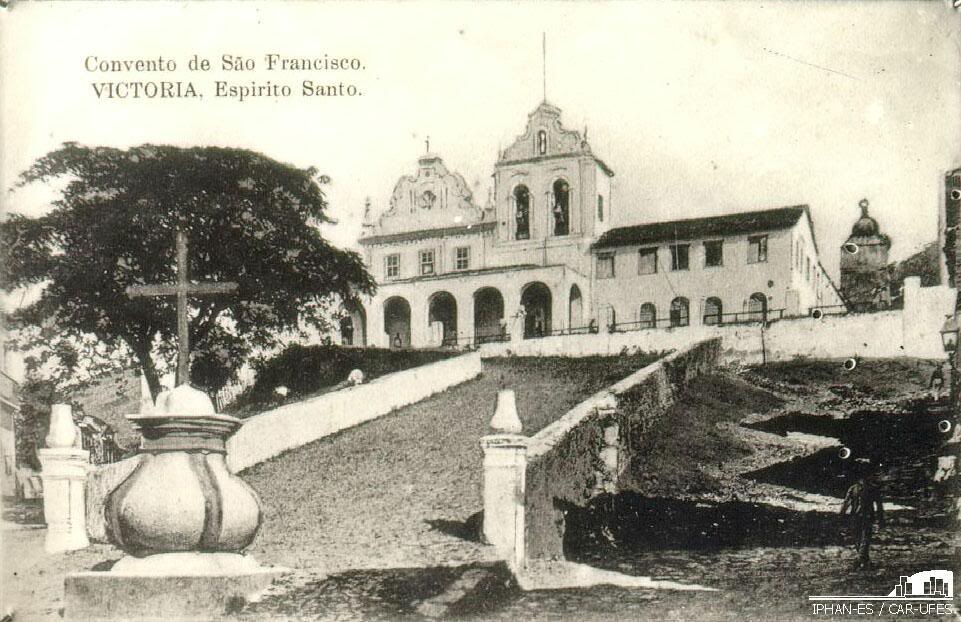
Convento de São Francisco no ano de 1909

Em 1925, por iniciativa do padre italiano Leandro Dell’Uomo, foi criado o Orfanato Jesus Cristo Rei, dando início a uma nova fase para o funcionamento do Convento. Com o auxílio do Prefeito Octavio Índio Peixoto, entre outros, o interior do prédio foi todo reformado e reformulado para receber os órfãos que vinham de Vitória e do interior do Espírito Santo, chegando a abrigar 129 crianças, no ano de 1937.
O Orfanato contava com oficinas de sapataria, alfaiataria, tipografia, gabinete dentário, além de possuir uma banda de música, formada em 1929.
Se por um lado o Padre Leandro Dell'Uomo levou adiante uma grande obra social, por outro, entrou para a história como o responsável pela descaracterização da Igreja de São Francisco e de parte do convento franciscano para comportar a estrutura que ele julgava necessária para o orfanato. A partir disso, as celebrações religiosas passaram a acontecer na Capela da Ordem 3ª da Penitencia, onde foram transferidos todos os paramentos.
Padre Leandro ainda organizou uma Tropa Escoteira, formada por cerca de quarenta escoteiros. Com este grupo, e acompanhado pela banda de música, viajou pelo interior do Estado do Espírito Santo levantando recursos para a manutenção do orfanato e para conclusão das obras do edifício. O Padre também viajou em 1935, pedindo esmolas nas paróquias da diocese, com a licença "Servatis Omnibus De Jure Servandis", expressão queria dizer: "todos os requisitos legais" ou "respeitando a lei", tentando colocar embasamento legal em sua busca por doações.

### Modernização da região
O entorno do Convento de São Francisco passou por grandes transformações urbanas, seguindo o fluxo de modernizações que acompanhavam toda a região de Vitória. As ruas Coronel Monjardim, São Francisco e Padre Nóbrega foram modificadas para a passagem de bondes e carros. Essa onda de mudanças fez com que o prefeito Octavio Índio decretasse o fim da necrópole localizada no alto do morro. No pátio do Orfanato foi construído um monumento para abrigar ossos retirados dos antigos cemitérios de São Francisco, Boa Morte e Sacramento. Tudo isso foi decidido em conjunto do Padre Leandro que para lá também transferiu os ossos dos frades franciscanos e dos bem-feitores sepultados no interior da Igreja que havia desaparecido. Uma das ossadas transladadas para o monumento era a do Frei Pedro Palácios.

### Mudanças e reformas nos edifícios

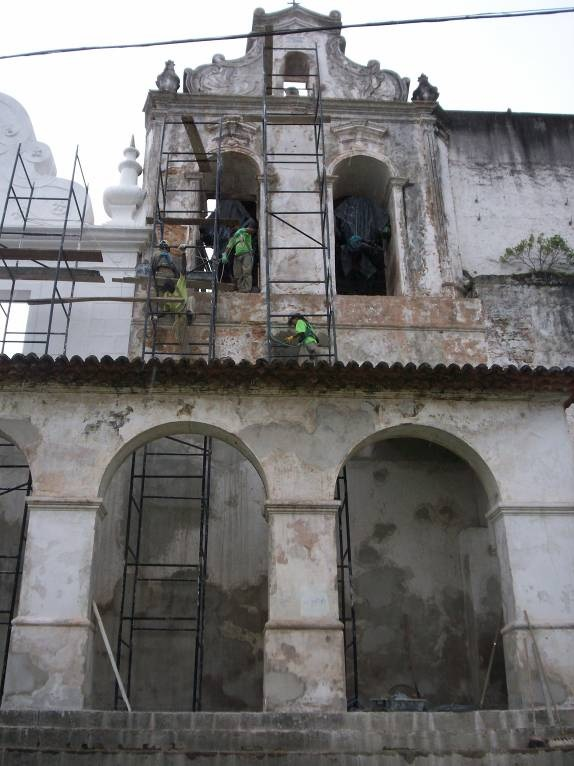
Convento de São Francisco durante o Restauro da Fachada - 2012

Em outubro de 1952 o construtor André Carlone, na época diretor do IPHAN, iniciou a reconstrução do frontispício da Igreja e também de parte do Convento que haviam sido demolidos para a instalação do Orfanato Jesus Cristo Rei. No interior, nenhuma das reformas foram concluídas, mas o alpendre e a fachada foram refeitos segundo as características originais.
Até o ano de 1961 o Orfanato funcionou no interior do Convento de São Francisco, quando foi transferido para Viana. A partir deste período, o Arcebispo Dom João Batista da Mota e Albuquerque iniciou uma reforma do prédio para que houvesse a transferência da sede administrativa da Igreja Católica capixaba para o local. Depois de reformas na instalação elétrica e na estrutura do madeirame, além da pintura geral, o edifício passou a abrigar toda a parte administrativa da Arquidiocese.
O frontispício do Convento foi tombado como patrimônio estadual em 1984 pelo Conselho Estadual de Cultura. Atualmente o Convento de São Francisco funciona como lugar de visitação, e é muito procurado pelos turistas que tem interesse pelos bens históricos capixabas. Além disso, ali se encontra hoje o Centro de Memória da Arquidiocese de Vitória.

### Restauração da fachada
A Restauração e remodelação das fachadas do Convento de São Francisco foi uma parceria entre Instituto Goia e Empório Capixaba Mitra Arquidiocesana de Vitória e ocorreu no período entre outubro de 2012 a abril de 2013. O Convento de São Francisco sofrera algumas reformas durante o tempo, sendo as principais ocorridas em 1744 e 1784, mudando o estilo jesuíta de linhas retas foi para estilo colonial barroco, utilizando adornos e volutas.
Em 2015, foi retirada a fiação que ficava em frente ao Convento para melhorar o seu paisagismo e valorização do patrimônio no centro da cidade.

## Visitação
Em 2006, o Convento de São Francisco entrou para o Visitar, um projeto da Prefeitura Municipal de Vitória, em conjunto com o Instituto Goia, que abriu as portas dos patrimônios do Centro Histórico de Vitória para visitação. Os patrimônios que fazem parte do Visitar são:
- Catedral Metropolitana de Vitória
- Igreja de Nossa Senhora do Rosário
- Convento de São Francisco
- Convento de Nossa Senhora do Carmo
- Igreja de São Gonçalo